# Rock Steady
Pour les articles homonymes, voir Rocksteady (homonymie).
Albums de No Doubt
Return of Saturn
(2000) Push and Shove
(2012)
Rock Steady est le cinquième album studio du groupe de musique américain No Doubt, sorti le 11 décembre 2001 sur le label Interscope Records. 

C'est un succès commercial et critique de la part du groupe, dépassant les ventes du précédent album Return of Saturn.

## Liste des titres
1. Intro
2. Hella Good
3. Hey Baby
4. Making Out
5. Underneath It All
6. Detective
7. Don't Let Me Down
8. Start the Fire
9. Running
10. In My Head
11. Platinum Blonde Life
12. Waiting Room
13. Rock Steady